# Juan José Bermeo
Juan José Bermeo (5 de septiembre de 1986, Quito, Pichincha, Ecuador) es un futbolista ecuatoriano. Juega de Portero y su actual equipo es el Águilas de la Segunda Categoría.

## Trayectoria
Hace las formativas con el club Liga Deportiva Universitaria de Quito. Su debut en el fútbol profesional se remite a 2007, año en el que se da su primera aparición en el primer equipo de Deportivo Azogues en Primera Categoría. En 2011 ficha por Técnico Universitario de Ambato, club con el que el mismo año conseguiría el campeonato de la Serie B de Ecuador y el ascenso a la serie de privilegio del fútbol ecuatoriano.

## Clubes
| Club                  | País    | Año       |
| --------------------- | ------- | --------- |
| LDU de Quito          | Ecuador | 2002-2007 |
| Deportivo Azogues     | Ecuador | 2007-2010 |
| Técnico Universitario | Ecuador | 2011-2012 |
| Mushuc Runa SC        | Ecuador | 2013      |
| Águilas               | Ecuador | 2014      |

## Palmarés

### Campeonatos nacionales
| Título               | Club                  | País    | Año  |
| -------------------- | --------------------- | ------- | ---- |
| Copa Credife Serie B | Técnico Universitario | Ecuador | 2011 |